# 五ヶ瀬中継局
五ヶ瀬中継局（ごかせちゅうけいきょく）は宮崎県西臼杵郡五ヶ瀬町の鏡山にあるテレビ放送の中継局。鏡山には熊本県の放送局が蘇陽中継局を設置しており、五ヶ瀬町内では熊本県の放送局の電波も同時に受信することができる。

## 五ヶ瀬町の電波事情

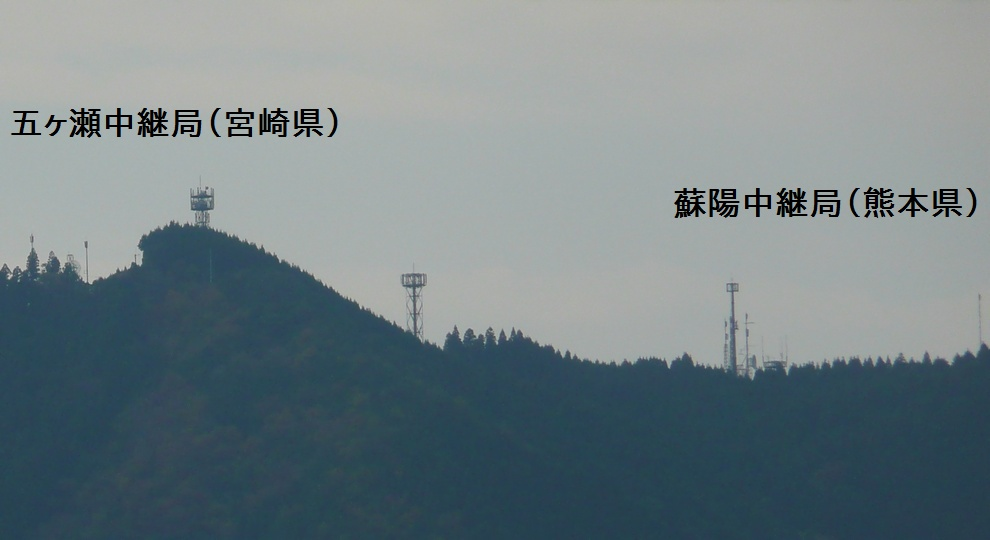
宮崎県立五ヶ瀬中等教育学校から見た鏡山山頂。左側に五ヶ瀬中継局、右側に蘇陽中継局がある。2009年撮影。

五ヶ瀬町は宮崎県内で最初にテレビ放送が視聴できた地域であり、宮崎県庁から最も離れた「辺境の地」でありながら、テレビ環境においてはもっとも恵まれた地域である。
1958年にNHK熊本放送局が熊本市の金峰山からテレビ放送を開始したときから、受信状況は決して良好とはいえない状態でありながらも、五ヶ瀬町内では金峰山からの電波が受信されていた。1960年代にNHK熊本放送局は鏡山に蘇陽中継局を設置し、五ヶ瀬町の一部地域でもテレビ電波を良好に受信できるようになった。熊本県の放送局のみ視聴できた時代の逸話として「熊本県知事の名前は知っていても、宮崎県知事の名前は知らない」「熊本県知事の顔はいつも見ているが、宮崎県知事の顔は見たことがない」というものが残されている。
NHK宮崎放送局が鏡山と桝形山（ますかたやま）に五ヶ瀬中継局・北五ヶ瀬中継局を設置したのは1967年11月であったが、難視聴地域も多く残されており、これらの地域では1970年代にかけて共同受信設備が設置された。民間放送局（MRT宮崎放送・UMKテレビ宮崎）が五ヶ瀬・北五ヶ瀬中継局を設置したのは1979年初頭のことであり、「熊本県の民間放送局しか視聴できない」期間が10年以上続いていた。
地上デジタルテレビ放送の中継局は2008年7月から11月にかけて「北五ヶ瀬→蘇陽→五ヶ瀬」の順で設置された。

## 年表
ここでは五ヶ瀬町内のテレビ事情に関連した事項も掲載する。
- 1958年2月 - NHK熊本放送局が金峰山からテレビ放送を開始。五ヶ瀬町の一部地域でも受信されるようになる。
- 1960年代 - NHK熊本放送局が鏡山に蘇陽中継局を設置。五ヶ瀬町でも受信されるようになる。
- 1967年
  - 11月1日 - NHK宮崎放送局が五ヶ瀬中継局・北五ヶ瀬中継局を設置。五ヶ瀬中継局はVHF局、北五ヶ瀬中継局はUHF局として開局した[2]。
  - 11月29日 - 熊本放送（RKK）が鏡山に蘇陽中継局を設置。
- 1969年11月18日 - テレビ熊本 (TKU) が鏡山に蘇陽中継局を設置[3]。
- 1970年代 - 五ヶ瀬町内各地の難視聴地域に共同受信設備が設置される。
  - 1970年8月に完成した荒谷テレビジョン共同受信施設（鞍岡十三区）の場合は組合員46人、1世帯あたり1万2,000円を負担して設置された。当時視聴できたのはNHK宮崎放送局（総合・教育）と熊本民放（RKK・TKU）の4局であった[4]。
- 1979年
  - 1月12日 - 宮崎放送 (MRT) とテレビ宮崎 (UMK) が五ヶ瀬中継局・北五ヶ瀬中継局を設置。同月19日に五ヶ瀬町民センターで開局式を開催。ただし、同時点で五ヶ瀬町内に7つあった共同受信設備のうち、MRT・UMKの受信に対応していたのは1か所のみであった[5]。なお、五ヶ瀬町史には前年12月から視聴できたと記載されている。
  - 12月中旬 - NHK宮崎放送局の五ヶ瀬中継局がVHF局からUHF局に転換される[6]。
- 2005年 - 北五ヶ瀬中継局・蘇陽中継局でアナログ周波数変更対策工事（アナアナ変換）を実施。宮崎放送は47チャンネルから25チャンネルに、テレビ宮崎は49チャンネルから27チャンネルに、熊本朝日放送 (KAB) は41チャンネルから37チャンネルに変更された。変更前のチャンネルはいずれも地上デジタル放送の蘇陽中継局や熊本（金峰山）送信所などで使用されている。
- 2008年
  - 6月26日 - 地上デジタル放送の北五ヶ瀬中継局（宮崎県）の予備免許が交付される。
  - 7月15日 - 地上デジタル放送の北五ヶ瀬中継局が「本放送と同様の」試験放送を開始。
  - 8月4日 - 地上デジタル放送の北五ヶ瀬中継局の本放送開始。
  - 8月27日 - 地上デジタル放送の蘇陽中継局（熊本県）の予備免許が交付される。
  - 9月2日 - 地上デジタル放送の蘇陽中継局が「本放送と同様の」試験放送を開始。
  - 9月25日 - 地上デジタル放送の五ヶ瀬中継局（宮崎県）の予備免許が交付される。
  - 11月5日 - 地上デジタル放送の五ヶ瀬中継局が「本放送と同様の」試験放送を開始。
  - 11月10日 - 地上デジタル放送の蘇陽中継局の本放送開始。
  - 11月24日 - 地上デジタル放送の五ヶ瀬中継局の本放送開始。
- 2011年7月24日 - 全局アナログテレビ放送終了（地デジ完全移行）。
- 2018年2月5日 - NHK宮崎放送局のFM補完中継局が本放送を開始[7]。

## 送信設備

### デジタルテレビ放送

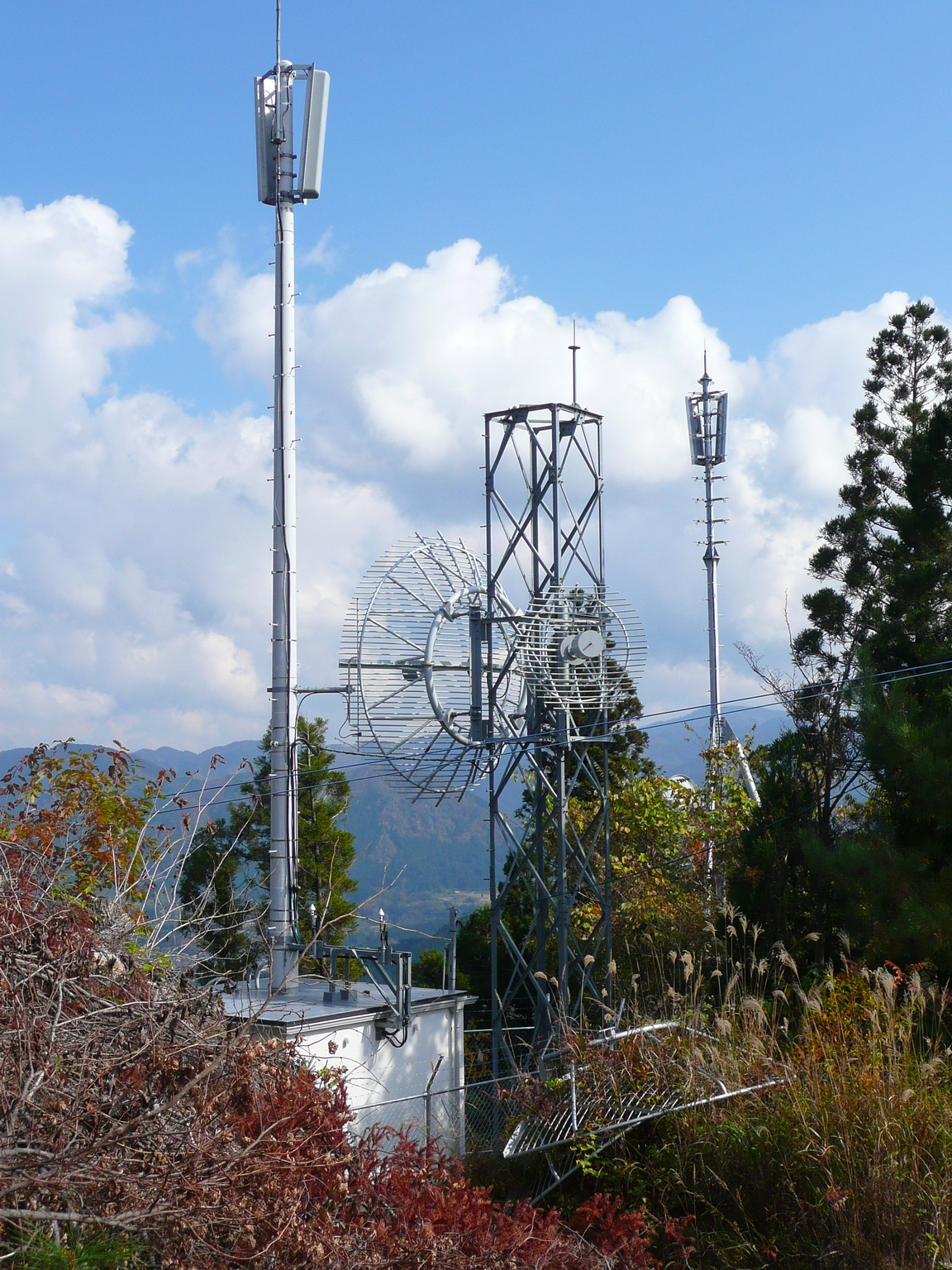
MRT・UMK五ヶ瀬中継局（2009年11月）

| ID | 放送局名       | 物理チャンネル | 空中線電力 | ERP | 放送対象地域 | 放送区域 内世帯数 |
| -- | -------------- | -------------- | ---------- | --- | ------------ | ----------------- |
| 1  | NHK 宮崎総合   | 18ch           | 1W         | -   | 宮崎県       | 763世帯           |
| 2  | NHK 宮崎教育   | 17ch           | 1W         | -   | 全国         | 763世帯           |
| 3  | UMK テレビ宮崎 | 20ch           | 1W         | -   | 宮崎県       | 763世帯           |
| 6  | MRT 宮崎放送   | 19ch           | 1W         | -   | 宮崎県       | 763世帯           |

### アナログテレビ放送（運用終了）
NHKは1967年11月1日、民放（MRT・UMK）は1979年1月12日に開局、2011年7月24日に運用終了。開局日は全て北五ヶ瀬中継局と同日。NHKは1979年12月中旬までVHF帯（総合 8ch・教育 1ch、映像出力1W）で送信していた。
五ヶ瀬中継局への取り付け道路（蘇陽中継局からの360 m）は、五ヶ瀬町が1967年3月から6月にかけて整備した。
| チャンネル | 放送局名       | 空中線電力        | ERP | 放送対象地域 | 放送区域 内世帯数 | 運用開始日    |
| ---------- | -------------- | ----------------- | --- | ------------ | ----------------- | ------------- |
| 29         | UMK テレビ宮崎 | 映像10W/ 音声2.5W | -   | 宮崎県       | -                 | 1979年1月12日 |
| 31         | MRT 宮崎放送   | 映像10W/ 音声2.5W | -   | 宮崎県       | -                 | 1979年1月12日 |
| 33+        | NHK 宮崎総合   | 映像10W/ 音声2.5W | -   | 宮崎県       | -                 | 1967年11月1日 |
| 35+        | NHK 宮崎教育   | 映像10W/ 音声2.5W | -   | 全国         | -                 | 1967年11月1日 |

### FMラジオ放送
| 放送局名         | 周波数（MHz） | 空中線電力 | ERP | 放送対象地域   | 放送区域内世帯数 |
| ---------------- | ------------- | ---------- | --- | -------------- | ---------------- |
| NHK宮崎ラジオ第1 | 78.2          | 10W        |     | 宮崎県、熊本県 | 1816世帯         |